# Sumer
Sumer, povijesna regija u južnoj Mezopotamiji i jedna od najstarijih civilizacija. Naseljavali su ga Sumerani, narod nepoznata podrijetla koji je stvorio prve povijesno poznate države i kulturu u 4. tisućljeću pr. Kr. Razvili su poseban tip grada-države i klinasto pismo.

## Etimologija
Sami sebe nazivali su "ljudi crnih glava", a svoj teritorij "zemlja" ili "zemlja ljudi crnih glava", dok su Akađani njihovu zemlju nazivali "zemljom civiliziranih kraljeva". Sumer se u Knjizi postanka naziva Shinar.

## Povijest
Prvi podaci o Sumeranima potječu iz 4. tisućljeća pr. Kr. Sumerani su razvili hramski tip grada državice. Najpoznatiji sumerski gradovi bili su Ur, Uruk, Nipur, Lagaš, Kiš i Akad. Na čelu grada-državice nalazio se vladar (lugal) ili upravitelj (ensi) okružen činovnicima. U središtu grada nalazio se stepenasti hram (zigurat) u kojem se odvijao čitav gospodarsko-kulturni i politički život. Sumerani nisu posjedovali dovoljne količine kamena i drveta pa su za gradnju upotrebljavali opeku. Promatrajući rast i opadanje vode u rijekama te kretanje nebeskih tijela, izradili su kalendar.
Oko 2350. pr. Kr. Lugalzagizi, vladar Uruka, ujedinio je Sumer i osvojio zemlje od Perzijskoga zaljeva do Sredozemlja. Nedugo potom, područje Sumera osvojio je akadski kralj Sargon Veliki (2334. – 2279. pr. Kr.) i stvorio jedinstvenu akadsku državu. Sredinom 22. stoljeća pr. Kr. Gutejci su srušili Akadsko Carstvo i ujedno osvojili sumersko područje na jugu Mezopotamije.
Sumerani su se uspjeli naposljetku osloboditi gutejske premoći te su tijekom tkz. sumerske obnove uspotalvili vlast Treće dinastije iz Ura, čiji je začetnik kralj Ur-Namu, koji je potaknuo izgradnju velikog hramskog kompleksa posvećenog bogu Mjeseca, Sinu, zaštitniku grada Ura.
Početkom 19. stoljeća pr. Kr. semitski nomadski narod Amorićani utemeljio je Starobabilonsko Carstvo, zauzevši Babilon, jedan od najmoćnijih gradova Bliskog istoka. Za vladavine babilonskog kralja Hamurabija (1792. – 1750. pr. Kr.) osvojen je Sumer koji je postao dijelom babilonske države i uskoro su Sumerane asimilirali semitski narodi kojima su u trajno nasljeđe ostavili svoje kulturne tekovine.

## Književnost
Na području Sumera pronađeni su najstariji zapisi. Najčešće se pisalo tvrdim pisaljkama po glinenim pločicama. Kako je ostajao otisak u obliku klina, njihovo je pismo nazvano klinasto pismo. Počinjen se upotrebljavati oko 3500. godine pr. Kr. Od Sumerana nam se sačuvalo najstarije književno djelo - Ep o Gilgamešu. Nestankom Sumerana nije nestao i njihov jezik, koji se koristio u znanosti i religijskim tekstovima sve do 1. stoljeća pr. Kr.